# Leucania lipara
Leucania lipara là một loài bướm đêm trong họ Noctuidae.